# بيب غريفز
بيب غريفز هو محامي وسياسي أمريكي، ولد في 1 أبريل 1873 في Hope Hull, Alabama ‏ في الولايات المتحدة، وتوفي في 14 مارس 1942 في ساراسوتا في الولايات المتحدة. نشط حزبياً في الحزب الديمقراطي. وقد انتخب حاكم ألاباما ‏ (14 يناير 1935 – 17 يناير 1939) وانتخب حاكم ألاباما ‏ (17 يناير 1927 – 19 يناير 1931).